# 新镇北湖
新镇北湖是位于中国内蒙古自治区通辽市奈曼旗新镇乡东北的一个湖泊。其位置约为东经121°3′,北纬42°38′。湖面海拔425米，面积约1平方公里。